# Quercus salicina
Espèce
Classification phylogénétique
Quercus salicina est une espèce d'arbres à feuilles persistantes du genre Quercus (chêne), famille des Fagacées.

## Synonyme
- Quercus stenophylla

## Distribution
Quercus salicina se trouve au Japon, en Corée du Sud et à Taïwan. 

## Écologie
Les larves de Arhopala japonica, de Acrocercops vallata et de Marumba sperchius se nourrissent de Quercus salicina.

## Médecine
Le stenophyllanin A, un ellagitanin, et d'autres gallates d'acide quinique peuvent être isolés de Quercus salicina. La friedéline peut être isolée des feuilles de l'arbre.